# Coenosia longiseta
Coenosia longiseta este o specie de muște din genul Coenosia, familia Muscidae, descrisă de Gaminara în anul 1930.
Este endemică în Uruguay. Conform Catalogue of Life specia Coenosia longiseta nu are subspecii cunoscute.